# Ghostrunner
 (indiquez la date de pose grâce au paramètre date).
Ghostrunner est un jeu vidéo d'action cyberpunk développé par le studio de développement polonais One More Level, co-produit par 3D Realms et co-développé par Slipgate Ironworks, et édité par All in! Games. Le jeu est sorti sur Microsoft Windows, Xbox One, et PlayStation 4 le 27 octobre 2020,. Il est sorti en novembre 2020 sur Nintendo Switch puis en 2021 sur PlayStation 5 et Xbox Series.

## Scénario
Ghostrunner se déroule dans le futur, après un cataclysme mondial. Une ville se trouvant dans une tour géante est le dernier bastion de l'humanité. Les implants déterminent l'appartenance à diverses castes qui divisent la communauté. La violence et la pauvreté mènent la rébellion. Les joueurs jouent le rôle d'un héros qui, de manière unique, peut combattre à la fois dans le monde physique et dans le cyberespace. Le but est de monter dans la tour et de vaincre son maître, le Keymaster.

## Histoire
Avant les événements du premier jeu L'histoire de Ghostrunner commence en 2098 lors de la naissance d'Adam. Adam prévoit de construire la Tour Darma: une tour qui pourrait accueillir des millions de personnes pour survivre à une apocalypse qui se produirait bientôt. En effet, une bombe nucléaire est lancée, elle provoque une déflagration nommée "the Burst" ou "la déflagration" qui rase le monde et le reste de l'humanité qui survie à cette explosion se réfugie dans la Tour. L'air a été intoxiqué et l'Humanité ne peut pas survivre s'il respire l'air. Cela force l'humanité à porté un masque qui filtre l'air. Cependant, la tour est équipée d'un système de filtration de l'air qui permet à l'humanité.
En parallèle, Adam, l'Architecte de la Tour, lance programme de "gardien de la paix" au sein de la tour nommée Ghostrunner. Il s'agit d'un programme qui vise à améliorer cybernétiquement des individues en les faisant pousser dans des cuves pour ensuite les doter de capacités surhumaines. Le premier projet de ghostrunner est un ensemble de Ghostrunner nommés les Asura. Il s'agit de premières expérimentation sur l'être humain d'augmentation cybernétique mais avec un bushido. Le Bushido est l'ensemble des règles qui restreins physiquement le comportement des Ghostrunner. Mais il s'agit plutôt des gardien du corps des 2 dirigeants: Adam, lui-même et Mara la scientifique qui travail à ses côté en charge du projet des Ghostrunners.

## Système de jeu
Ghostrunner utilise la mécanique du die and retry, obligeant par sa difficulté prononcée à recommencer plusieurs fois les niveaux pour les réussir enfin. Par ailleurs, le jeu utilise comme système de combat le coup par coup, ce qui signifie qu'une seule attaque suffit pour tuer un ennemi ou le héros. Au fur et à mesure de notre progression dans l’histoire, de nouveaux implants sont débloqués pour améliorer les compétences de notre personnage.
Le jeu est basé sur le moteur de jeu Unreal Engine 4 et prend en charge la technologie RTX de Nvidia.

## Développement
Ghostrunner a été annoncé lors de la Gamescom 2019. Une démo était disponible du 6 au 13 mai 2020 sur Steam. Elle est toujours disponible sur le PlayStation Store de la PS4. Le jeu a reçu des commentaires positifs avant sa sortie.

## Accueil
Forbes a affirmé que le jeu est un mélange de Titanfall, Dishonored et Superhot. Andy Chalk d'Eurogamer a qualifié le jeu de mélange entre Mirror's Edge et Dishonored.

## DLC: Project_HEL
Sorti en mars 2022, le DLC de Ghostrunner vous propose d'incarner l’un des antagonistes de l’histoire principale : Hel. Il s’agit d’un préquel, dans lequel Jack n’est pas encore réveillé. Le projet Hel est un cyborg programmé pour combattre la rébellion des Grimpeurs. Mais tout ne se passe pas comme prévu par Mara, la commanditaire du projet. Hel se révèle instable, au point de tuer également les Clefs, les soldats augmentés sous les ordres de Mara.
Côté gameplay, Hel se distingue de Jack par plusieurs aspects :
- Elle possède une jauge de rage, qui se recharge via des checkpoints et des éliminations.
- Cette jauge permet de déclencher des attaques de type « slash ».
- Ses sauts sont plus puissants, avec une trajectoire incurvée qu’on peut anticiper grâce au boost sensoriel.

## Postérité
Une suite, intitulée Ghostrunner 2, est annoncée le 14 mai 2021. Le jeu sort le 26 octobre 2023 sur Playstation 5, Xbox Series et PC.